# Charles Pritchard
Pour les articles homonymes, voir Pritchard.
Charles Pritchard (29 février 1808 - 28 mai 1893) est un astronome britannique.

## Biographie
Il naît à Alberbury (en) dans le Shropshire. À 18 ans il devient sizar au St John's College — étudiant exempté des frais de scolarité à Cambridge —. En 1830 il est reçu quatrième des examens de mathématiques, en 1832 il devient membre de l'université et l'année suivante il est ordonné et devient professeur dans une école privée à Stockwell. De 1834 à 1862 il est principal d'une école à Clapham. Il se retire alors à Freshwater dans l'île de Wight et commence à avoir un intérêt actif dans les affaires de la Royal Astronomical Society dont il devient secrétaire en 1862 et président en 1866. Sa sœur, Margaret, meurt la même année.
Il commence sa carrière d'astronome professionnel en 1870 quand il est élu à la chaire Savile d'astronomie à Oxford. À sa demande l'université construit un télescope à monture équatoriale pour l'enseignement et la recherche. Le don de Warren de la Rue des instruments de son observatoire privé de Cranford permet l'établissement de celui d'Oxford. Sur les conseils de De la Rue, Pritchard commence sa carrière par une détermination de la libration physique de la Lune ou de la nutation de son axe.
En 1882 Pritchard entreprend une étude systématique de la photométrie stellaire. Il utilise pour ce faire un photomètre de Wedge avec lequel il mesure la magnitude de 2 784 étoiles qu'il publie dans Uranometria Nova Oxoniensis en 1885, ce travail lui vaut la médaille d'or de la Royal Astronomical Society en 1886.
Il décide alors d'appliquer les méthodes photographiques à la détermination de la parallaxe des étoiles. Il effectue des tests sur la bien connue 61 Cygni et ses résultats sont en très bon accord avec les mesures précédentes obtenues par d'autres méthodes. Il entreprend alors une mesure de la parallaxe des étoiles de seconde magnitude qu'il publie dans les troisième et quatrième volumes des Publications of the Oxford University Observatory. Bien que quelques erreurs y soient trouvées, ce qui empêche cette publication de faire autorité dans son domaine, ce travail est une contribution importante en astronomie en montrant la faisabilité de l'utilisation de la photographie pour ce type de mesure.
Quand la carte du Ciel, le premier relevé photographique du ciel à une échelle internationale, débute, la zone de déclinaison comprise entre 25° et 31° nord est alloué à l'observatoire d'Oxford. Quelques progrès sont faits avant sa mort, ce travail est repris par Herbert Hall Turner. Pritchard devient membre du New College d'Oxford en 1883 et membre honoraire du St John's College de Cambridge en 1886. Il est élu à la Royal Society en 1840 et en 1892 il reçoit la Médaille royale pour ses travaux en photométrie et sur les parallaxes stellaires.

## Récompenses
- Médaille d'or de la Royal Astronomical Society en 1886
- Médaille royale en 1892